# Стемпухово
Стемпухово (пол. Stępuchowo) — село в Польщі, у гміні Дамаславек Вонґровецького повіту Великопольського воєводства.
Населення — 345 осіб (2011).
У 1975-1998 роках село належало до Пільського воєводства.

## Демографія
Демографічна структура станом на 31 березня 2011 року:
|          | Загалом | Допрацездатний вік | Працездатний вік | Постпрацездатний вік |
| -------- | ------- | ------------------ | ---------------- | -------------------- |
| Чоловіки | 192     | 50                 | 136              | 6                    |
| Жінки    | 153     | 35                 | 95               | 23                   |
| Разом    | 345     | 85                 | 231              | 29                   |